# Max Bartels
Maximilian Carl August Bartels (Berlino, 26 settembre 1843 – Berlino, 22 ottobre 1904) è stato un medico ed etnologo tedesco.

## Biografia
Figlio di un medico, che era stato a lungo a capo dell'ospedale Bethanien di Berlino, Bartels studiò medicina e divenne assistente di Robert Friedrich Wilms.
È particolarmente noto per il suo studio sulla medicina dei popoli primitivi, che venne citato da Henri Ellenberger ne La scoperta dell'inconscio. 
Membro e dal 1889 segretario della Società antropologica berlinese — fondata da Adolf Bastian e Rudolf Virchow —, il 22 giugno 1894 divenne membro dell'Accademia Cesarea Leopoldina. Fu, inoltre, nel consiglio di amministrazione del museo di etnologia di Berlino.
Fu il padre del medico Paul Bartels.

## Opere
- Hermann Heinrich Ploss e Max Bartels, Das Weib in der Natur- und Volkerkunde, Lipsia, Th. Grieben's Verlag (L. Fernau), 1887.
- Max Bartels, Die Medizin der Naturvölker, Lipsia, Th. Grieben's Verlag (L. Fernau), 1893.